# Clusiodes punctifrons
Clusiodes punctifrons är en tvåvingeart som beskrevs av Frey 1960. Clusiodes punctifrons ingår i släktet Clusiodes och familjen träflugor.
Artens utbredningsområde är Myanmar. Inga underarter finns listade i Catalogue of Life.